# Edosa synaema
Edosa synaema är en fjärilsart som beskrevs av Edward Meyrick 1905. Edosa synaema ingår i släktet Edosa och familjen äkta malar.
Artens utbredningsområde är Sri Lanka. Inga underarter finns listade i Catalogue of Life.